# バーンラチャン郡
座標: 北緯14度53分32秒 東経100度19分2秒 / 北緯14.89222度 東経100.31722度
バーンラチャン郡（バーンラチャンぐん）はタイ中部・シンブリー県にある郡（アムプー）

## 名称
旧称、シン郡。バーンラチャンは日本語では、バンラチャン、バーンラジャン、バンラジャンなど表記揺れがある。

## 歴史
バーンラチャンは元々シンブリーの一部であった。シンブリーが郡として成立した後、分割されることになったが、現在のシンブリーをバーンプッサー郡、現在のバーンラチャンをシン郡とした。1939年シン郡は、アユタヤ王朝時代ビルマを守った村、バーンラチャンを記念してバーンラチャン郡と改称されたただし、バーンラチャンの戦いのあった場所は、1972年にバーンラチャン郡から分離し、カーイバーンラチャン郡にある。

## 地理
チャオプラヤー川の形成した平地にある。市内の重要な水源はノーイ川である。
国道3030号線が東に延びており、シンブリーとつながっている。

## 経済
郡内の主な産業は農業で、コメ、サトウキビなどが生産されている。

## 行政区分
郡は8のタムボンに分かれ、さらにその下位に77の村（ムーバーン）がある。自治体（テーサバーン）が一つ設置されている。
- テーサバーンタムボン・シン

また、郡内には5つのタムボン行政体（オンカーンボーリハーンスワンタムボン）がある。
1. タムボン・シン・・・ตำบลสิงห์
2. タムボン・マイダット・・・ตำบลไม้ดัด
3. タムボン・チューンクラット・・・ตำบลเชิงกลัด
4. タムボン・ポーチョンカイ・・・ตำบลโพชนไก่
5. タムボン・メーラー・・・ตำบลแม่ลา
6. タムボン・バーンチャー・・・ตำบลบ้านจ่า
7. タムボン・パックタップ・・・ตำบลพักทัน
8. タムボン・サチェーン・・・ตำบลสระแจง